# Semaine de la critique
Semaine de la critique (česky Týden kritiky), do roku 2008 pod názvem Semaine internationale de la critique, je paralelní sekce oficiální přehlídky Filmového festivalu v Cannes. Je organizována Syndikátem francouzských filmových kritiků (Syndicat français de la critique de cinéma).

## Historie
Histoire sekce se začala psát v roce 1961 na 14. MFF v Cannes, kdy byl z iniciativy Asociace francouzských filmových kritiků (Association française de la critique de cinéma) na festivalu uveden film The Connection. Jednalo se o nezávislou produkci, což neodpovídalo tehdejším zvyklostem velkých festivalů. Jeho uvedení mělo ohlas, proto tehdejší ředitel festivalu Robert Favre Le Bret rozhodl se souhlasem Národního centra kinematografie (Centre National de la Cinématographie) zopakovat a posílit tento typ filmů i v dalších ročnících. Organizací nové sekce pověřil Asociaci francouzských filmových kritiků a propůjčil jí jeden promítací sál na dobu jednoho týdne během nadcházejícího festivalu. Kritička Nelly Kaplanová pak navrhla název sekce Týden kritiky.
Od prvního ročníku v roce 1962 proběhlo několik změn v organizaci. Krátkometrážní filmy získaly vlastní soutěž, v rámci týdne probíhají i zvláštní projekce apod.

## Udělované ceny
celovečerní
- Grand prix
- Prix SACD (Společnost dramatických autorů a skladatelů)
- Prix ACID (Agentura pro šíření nezávislých filmů)
- Prix OFAJ mladých kritiků
- Rail d'or

krátkometrážní
- Grand prix Canal+
- Prix Découverte Kodak
- Grand Cru
- Rail d'or